# Sag Harbor
Sag Harbor è un villaggio degli Stati Uniti d'America, situato nello stato di New York, nella contea di Suffolk.
Sag Harbor è citata in Moby Dick di Herman Melville.